# Atambelo VIII
Atambelo VIII (em grego: Αττάμπελος; romaniz.: Attámbelos) foi um príncipe arsácida que tornar-se-ia xá (rei) de Caracena, um reino localizado na cabeceira do golfo Pérsico. Estima-se que reinou de 180 a 195. Só é conhecido com certeza pelas moedas de Maga, que se descreve como filho do rei Atambelo. No entanto, a leitura do nome é incerta e reflete a má qualidade da cunhagem do período em geral. Algumas moedas de bronze são provisoriamente atribuídas a ele, mas não têm inscrição e mostram um governante em estilo parta.